# 藤枝町
藤枝町（ふじえだちょう）は静岡県の中部、志太郡に属していた町である。

## 地理
- 河川：瀬戸川

## 歴史

### 沿革
- 1889年（明治22年）4月1日 - 町村制の施行により、志太郡藤枝宿若王子町、藤枝宿本町、藤枝宿五十海町、藤枝宿市部町、藤枝宿鬼岩寺町、原村、益津郡藤枝宿益津町、郡村［一部］が合併して藤枝町が発足。
- 1954年（昭和29年）
  - 1月1日 - 西益津村と合併し、改めて藤枝町が発足。
  - 3月31日
    - 大字大覚寺上・大覚寺下が焼津市に編入。
    - 残部が青島町、高洲村、稲葉村、大洲村、葉梨村と新設合併して藤枝市が発足。同日藤枝町廃止。

## 交通

### 鉄道路線
- 藤枝焼津間軌道会社（1900年廃止）
  - 藤枝焼津間軌道会社線
    - 藤枝駅（下記大手駅付近に所在。現藤枝駅とは無関係）
- 静岡鉄道
  - 駿遠線
    - 大手駅（西益津村との境界に所在） - 慶全寺前駅 - 藤枝本町駅 - 瀬戸川駅

東海道本線の藤枝駅は青島町に所在。駿遠線の新藤枝駅と接続していた。

### 道路
- 東海道

## 出身・ゆかりのある人物
- 笹野甚四郎（缶詰製造・精米業、藤相鉄道社長）
- 笹野雄太郎（広島県多額納税者、缶詰製造・精米業）
- 笹野堅（国文学者）